# العلاقات الأوغندية السريلانكية
العلاقات الأوغندية السريلانكية هي العلاقات الثنائية التي تجمع بين أوغندا وسريلانكا.

## مقارنة بين البلدين
هذه مقارنة عامة ومرجعية للدولتين:
| وجه المقارنة                                              | أوغندا                        | سريلانكا                         |
| --------------------------------------------------------- | ----------------------------- | -------------------------------- |
| المساحة (كم2)                                             | 241.04 ألف                    | 65.61 ألف                        |
| عدد السكان (نسمة)                                         | 42.86 مليون                   | 21.44 مليون                      |
| الكثافة السكانية (ن./كم²)                                 | 177.81                        | 326.78                           |
| العاصمة                                                   | كامبالا                       | سري جاياواردنابورا كوتي، كولمبو  |
| اللغة الرسمية                                             | لغة إنجليزية، اللغة السواحلية | اللغة السنهالية، اللغة التاميلية |
| العملة                                                    | شيلينغ أوغندي                 | روبية سريلانكي                   |
| الناتج المحلي الإجمالي (بليون دولار)                      | 25.89 مليار                   | 87.17 مليار                      |
| الناتج المحلي الإجمالي (تعادل القوة الشرائية) بليون دولار | 72.25 مليار                   | 246.62 مليار                     |
| الناتج المحلي الإجمالي الاسمي للفرد دولار أمريكي          | 705                           | 3.93 ألف                         |
| الناتج المحلي الإجمالي للفرد دولار أمريكي                 | 1.77 ألف                      | 11.11 ألف                        |
| مؤشر التنمية البشرية                                      | 0.483                         | 0.757                            |
| رمز المكالمات الدولي                                      | +256                          | +94                              |
| رمز الإنترنت                                              | .ug                           | .lk،                             |
| المنطقة الزمنية                                           | ت ع م+03:00                   | ت ع م+05:30                      |

## منظمات دولية مشتركة
يشترك البلدان في عضوية مجموعة من المنظمات الدولية، منها:
| علم المنظمة | اسم المنظمة                               | تاريخ انضمام أوغندا | تاريخ انضمام سريلانكا |
| ----------- | ----------------------------------------- | ------------------- | --------------------- |
|             | مؤسسة التنمية الدولية                     | 27 سبتمبر 1963      | 27 يونيو 1961         |
|             | يونسكو                                    | 9 نوفمبر 1962       | 14 نوفمبر 1949        |
|             | وكالة ضمان الاستثمار متعدد الأطراف        | 10 يونيو 1992       | 27 مايو 1988          |
|             | الأمم المتحدة                             | 25 أكتوبر 1962      | 14 ديسمبر 1955        |
|             | دول الكومنولث                             | ?                   | 1948                  |
|             | الاتحاد البريدي العالمي                   | ?                   | ?                     |
|             | البنك الدولي للإنشاء والتعمير             | 27 سبتمبر 1963      | 29 أغسطس 1950         |
|             | الاتحاد الدولي للاتصالات                  | 8 مارس 1963         | 1897                  |
|             | منظمة حظر الأسلحة الكيميائية              | ?                   | ?                     |
|             | مؤسسة التمويل الدولية                     | 27 سبتمبر 1963      | 20 يوليو 1956         |
|             | المركز الدولي لتسوية المنازعات الاستشارية | 14 أكتوبر 1966      | 11 نوفمبر 1967        |
|             | منظمة التجارة العالمية                    | ?                   | ?                     |
|             | منظمة الشرطة الجنائية الدولية             | ?                   | ?                     |

## وصلات خارجية
- موقع وزارة الخارجية الأوغندية
- موقع وزارة الخارجية السريلانكية